# Список серій «Наруто: Ураганні хроніки» (сезон 13)
Тринадцятий сезон аніме-серіалу «Наруто: Ураганні хроніки» транслювався у телевізійній мережі TV Tokyo з 23 серпня 2012 до 10 січня 2013 року.

## Список серій

### Сезон 13: Четверта Світова війна Шинобі
| № серії | Заголовок | Екранізовані розділи манги | Трансляція в Японії    |
| --- | --- | -------------------------- | ---------------------- |
| 261 | За мого друга! «Tomo no Tame ni» (友のために)                                                                 | 516                        | 3 травня 2012 року     |
| В армії Спільних Сил починається конфлікт: не дивлячись на їхню об'єднаність перед обличчям небезпеки, у шинобі із різних селищ залишається ворожнеча один до одного. Ґаара виголошує промову, короткий сенс якої складається в тому, що вони мають забути минуле, адже в минулому він сам був машиною вбивств, але його врятував Наруто, якому тепер загрожує небезпека. Шинобі різних селищ надихаються промовою, просять один в одного пробачення і разом висуваються на війну. Тобі та Кабуто починають діяти. | |                            |                        |
| 262 | Війна починається! «Kaisen!» (開戦!)                                                                          | 517-518                    | 10 травня 2012 року    |
| Омоі хвилюється щодо війни, і думає про найгірше: що його можуть захопити в полон і змусити протистояти Каруі та Райкаґе. Канкуро каже йому, що все залежить від того, наскільки він буде старатися. Диверсійний загін зустрічається із загоном Кабуто. Мута Абураме втрачає свого напарника - Ранка і він посилає інформацію до штабу. Згодом його підриває Дейдара. Сай зустрічає свого названного брата Шина, з яким йому доведеться битися. Дейдара та Сасорі починають битву проти диверсійного загону. Сасорі помічає, що Канкуро став сильнішим з минулого разу, на що той викликає маріонетку, зроблену з тіла Сасорі. | |                            |                        |
| 263 | Сай і Шин «Sai to Shin» (サイとシン)                                                                          | 518-519                    | 17 травня 2012 року    |
| Сасорі каже, що його старе тіло - ніщо, в порівнянні з тим, ким він зараз є - невразливим ні для смерті, ні для розкладання. Омоі та Канкуро намагаються перемогти Шина, але їм це не вдається. Сай починає робити малюнки на спеціальних сувоях. Дейдара насміхається над ним, кажучи, що малюнок це не мистецтво, а сам він - просто бездарність, і він навіть не зміг до пуття замінити Саске. Сай розсердився та намалював двох големів, які напали на Сасорі й Дейдару та підкинули їх у повітря. Дейдара бажає використати С0, все одно він потім відновиться, адже його тіло безсметрне. Омоі заважає йому це зробити, проштрикаючи його мечем, зарядженим блискавкою. Канкуро ловить Сасорі й Дейдару та міцно їх обв'язує, щоб вони не змогли вибратися назовні. Шин помічає картинку із книжки Сая, та посміхається, кажучи, що тепер йому не треба битися з ним, його душа звільнилась від Едо Тенсей. Сасорі довіряє Канкуро ляльок своїх батьків та розсипається в пилюку. Дейдара захоплений в полон. Битва закінчена. | |                            |                        |
| 264 | Секрет Едо Тенсей «Edo Tensei no Himitsu» (穢土転生の秘密)                                                    | 519-521                    | 24 травня 2012 року    |
| Кіллер Бі навчає Наруто найсильнішої, за його словами, техніки Джінчурікі та Біджу - Бомби Хвостатого. Тобі наказує Кабуто розповісти все про Едо Тенсей, щоб якщо той зрадить їх, Тобі знатиме, як зупинити його воїнів. Кабуто розповідає принцип Едо Тенсей: щоб воскресити мертву людину, потрібна жива, як жертва. Йому не вдалося роздобути тіло Шисуї Учіхи, а тіло Джирайї лежить на глибокому дні океану, тому їх воскресити неможливо. Ось, чому він не зміг викликати Четвертого Хокаґе в битві проти Сарутобі Хірузена, бо той був запечатаний в животі Бога Смерті. Хірузен наклав печать Бога Смерті і на перших двох Хокаґе, і нас себе, тому нікого з Хокаґе зараз воскресити також неможливо. Тобі переносить із іншого виміру до них Фу та Торуне. Останнього він легко вбиває, і просить Кабуто воскресити мертвого, за допомогою живого. Той виконує ритуал Едо Тенсей, Фу розсипається, а Торуне, натомість, воскрешається. Кабуто тимчасово повертає його назад до світу мертвих. Тим часом, штаб отримує інформацію Абураме Мути про те, що армія Білих Дзецу рухається під землею. Райкаґе хоче зв'язатися з Кіцучі, щоб попросити його закопати армії ворога. | |                            |                        |
| 265 | Зустріч зі старим ворогом «Shukuteki to no Saikai» (宿敵との再会)                                             | 521-522                    | 31 травня 2012 року    |
| Сай, Омоі та Заджі зустрічають загін, в якому присутні Ґарі, Пакура, Хаку та Момочі Забуза. Кабуто дозволяє старим знайомим підкоритися спогадам, а згодом підкорює воскрешених собі. Навколо Забузи з'являється демонічна аура, і він просить Какаші зупинити їх. З'явився туман, і починається битва: Ґарі та Пакура використовують свої Кеккей Генкай та викликають попереднє покоління Семи Мечників Туману. | |                            |                        |
| 266 | Перший супротивник, останній супротивник «Saisho no Teki, Saigo no Teki» (最初の敵, 最後の敵)                 | 522-524                    | 7 червня 2012 року     |
| Суйґецу та Джуґо тікають із в'язниці. Перед шинобі з'являються легендарні Сім Мечників Туману, і Какаші наказує атакувати одночасно. Хозукі Манґецу розкриває сувій та постачає своїх напарників мечами. Какаші створює стратегію, в якій безпосередню участь беруть Нара Енсуі та Яманака Санта. План вдається, і Какаші майже досягає атакою Забузу, як раптом, його прикриває Хаку, як і минулого разу. Какаші розсікає їх обох мечем Забузи та паралізує їх. Макі вдається запечатати Хаку й Забузу. Кабуто помічає, як на його зачарованій шаховій дошці розсипались дві фігури, а отже він втратив двох своїх підданих. Неджі й Хіната б'ються пліч-о-пліч проти клонів Білих Дзецу. Четвертий загін, на чолі з Ґаарою, помічає воскреслого Другого Цучікаґе Му. | |                            |                        |
| 267 | Геніаньлий стратег Конохи «Konoha no Tensai Gunshi» (木ノ葉の天才軍師)                                        | 525                        | 21 червня 2012 року    |
| Кабуто вирішує ввести в гру ще чотири фігури. Це Другий Цучікаґе, Третій Райкаґе, Другий Мідзукаґе та Четвертий Кадзекаґе. Перші три Каґе думають, що їх воскресив Другий Хокаґе, однак Четвертий Кадзекаґе заперечує, бо в його час, Сенджу Тобірама вже був мертвим, та думає, що це міг зробити Орочімару. Ґаара доповідає про них у штаб. Нара Шикаку починає думати над стратегією. Перший загін, разом з Даруі, готові прийняти бій проти такий людей, як Дан, Сарутобі Асума, Какудзу, Х'юґа Хіаші та братів Кінкаку й Гінкаку. Шикаку позначає битву Першого полку проти Дзецу, як поле А, а бій Четвертого загону проти воскреслих Каґе, як поле В. Він відправляє П'ятий загін на поле А, як підтримку, а Другий загін буде оточувати супротивників з моря. Онокі вирішує допомогти Ґаарі та Четвертому загонові, адже здібності Му дуже небезпечні. | |                            |                        |
| 268 | Битви кожного!! «Sorezore no Gekisen!!» (それぞれの激戦!!)                                                    | 525-526                    | 28 червня 2012 року    |
| На укриття всіх Даймьо країн нападає Чорний Дзецу. Перший загін починає сутичку проти армії Білих Дзецу, яка вийшла з води. Кількість супротивників незліченна. Х'юґа Хіаші та Хізаші починають битву між собою. Загін засідки Канкуро разом з капризним Дейдарою зустрічають воскрешених Чійо, Кімімару та Ханзо Саламандру. До штабу доходить інформація Ґаари про покращений геном Му. Даруі зустрічає братів Кінкаку й Гінкаку. | |                            |                        |
| 269 | Заборонене слово «NG Wādo» (NGワード)                                                                         | 527-528                    | 5 липня 2012 року      |
| Даруі починає битву з братами КінҐін. Тим часом, у штабі, Ей розповідає Цунаде про їхню потужність, та про те, що їх колись проковтнув Дев'ятихвостий, а ті вижили, харчувавшись м'ясом біджу. До Даруі приєднуються Самуі та Ацуі, її брат. Брати дістають свою зброю - чотири з п'яти скарбів Рікудо Саніна. Починається бій. Кінкаку й Гінкаку висмоктують душі Самуі та Ацуі. На мечі Кінкаку з'являються слова «Ацуі», що означає «гаряче», та «Самуі» - «холодно». Якщо вони вимовлять вголос ці слова, то їх затягне в гарбузову ємність. Ацуі, випадково, проговорюється, кажучи своє секретне слово, і його затягує до ємності. Самуі, яка весь цей час мовчала, також, чомусь затягнулась туди. Даруі робить висновок, що якщо він промовить те слово, яке найчастіше казав у житті, то його зятягне до гарбузової ємності, і він вже не зможе звідти вийти, але занадто довго мовчати також не можна, бо тебе також засмокче туди. Згадуючи Райкаґе, він говорить слово «нудьга», саме воно й було його секретним словом. Він прощається з усіма, та просить у них вибачення. Слово «вибач», яке Даруі промовляв дуже часто, перебороло "нудьгу". Брати подумали, що перемогли Даруі, але той раптово з'являється з води та атакує Гінкаку. Помилково, Гінкаку також затягує до гарбузової ємності. Кінкаку стає розлюченим, і на ньому з'являється Покрив Лиса. | |                            |                        |
| 270 | Золоті зв'язки «Konjiki no Kizuna» (金色の絆)                                                                 | 529-530                    | 19 липня 2012 року     |
| Кінкаку подовжує свої хвости та атакує берег. Шинобі рятуються втіканням. Штаб зв'язуються Даруі, що вишле йому п'ятий скарб Рікудо Саніна, який в них зберігся, а також команду ІноШикааЧьо. Даруі, очікуючи підтримки, б'ється з клонами Білого Дзецу. Він помічає, що Кінкаку десь зник, а потім бачить його в повітрі над собою. Кіцучі рятує Даруі, використавши стихію землі. Нарешті, до нього прибуває п'ятий скарб, але, знаючи, що Кінкаку розуміє принцип цієї ємності, очікує наказів штабу. Кінкаку вбиває шинобі Першого загону, і Даруі використовує скарби першого ніндзя на світі. В нього закінчуються сили, адже використовування цих речей забирає багато чакри. Другий загін приєднуються до їхньої битви. Нарешті, прибувають ІншоШикаЧьо, і сумісними зусиллями, вони все-таки засмоктують Кінкаку до п'ятого скарбу Рікудо Саніна. Вони зустрічають Какудзу, який забирає серце у одного з шинобі. Він помічає, що вони також захопили їхніх золотих та срібних генералів - Асуму та Дана, коханого Цунаде. | |                            |                        |
| 271 | Шлях Сакури «Rōdo Tu Sakura» (ロード・トゥ・サクラ)                                                           | Немає (філлер)             | 26 липня 2012 року     |
| Іно прогулюється по лісі та помічає Сакуру, яка з висоти падає на землю. Вона поспішає допомогти їй. В кабінеті Цунаде виявляється, що в неї амнезія. Команди №8, 9 та 10 стараються відновити її пам'ять в дивний спосіб: Кіба та Акамару надягають костюм кота, Шино садять посеред комахоїдних рослин, Хіната одягає відверту червону сукню, Лі та Неджі прив'язані до стовпа, останньому, до того ж, зав'язують очі, Шикамару корчить із себе дурня, а Чьоджі затикають рот. Спроба не вдалася. Іно та Сакура ходять по селищу та помічають батьків Сакури. Вона згадує ті часи, коли її батьки бились на війні та подарували їй амулет у вигляді квітки. Після цього в неї повертається пам'ять, і вона каже, що не з цього світу, та зникає. Інше: - В цій серії вперше були показані батьки Сакури. - В моменті, коли Лі журиться з приводу амнезії Сакури, можна побачити обкладинку Дев'ятого фільму Наруто. - Це єдина серія, де омаке показано перед ендінгом. | |                            |                        |
| 272 | Міфуне проти Ханзо «Mifune vs Hanzō» (ミフネVS半蔵)                                                           | 530-532                    | 2 серпня 2012 року     |
| Міфуне починає сутичку із Ханзо, а Кімімару та Чійо проти самураїв. Після довгих спогадів про стару битву з Міфуне, Ханзо здається, і його запечатують. | |                            |                        |
| 273 | Істинна добродушність «Hontō no Yasashisa» (本当の優しさ)                                                     | 530-533                    | 9 серпня 2012 року     |
| Шикамару, Чьоджі та Іно зустрічають Асуму та готові розпочати з ним сутичку. Чьоджі переходить на новий рівень сили. | |                            |                        |
| 274 | Прощавайте, ІноШикаЧьо!! «Kanpekina Inoshikachō!!» (完璧な猪鹿蝶!!)                                           | 533-534                    | 9 серпня 2012 року     |
| Після запеклої битви, трійці ІноШикаЧьо таки вдається перемогти їхнього колишнього вчителя. | |                            |                        |
| 275 | Лист від усього серця «Kokoro no Naka no Tegami» (心の中の手紙)                                               | 534-536                    | 16 серпня 2012 року    |
| Наруто додумався, що від нього щось ретельно приховують, і тікає з тренувань. Та його зупиняє загін на чолі із Шібі - батьком Шино. Уникнувши їх, Наруто помічає лист Іруки, який був прихований у його лобовій пов'язці. Кіллер Бі дає Іруці обіцянку, що буде захищати Наруто з усіх сил, і відправляється вслід за ним. Разом вони знищують бар'єр та залишають острів. | |                            |                        |
| 276 | Атака Ґедо Мазо «Gedō Mazō no Shūrai» (外道魔像の襲来)                                                        | 536-537                    | 23 серпня 2012 року    |
| 277 | Знак примирення «Wakai no In» (和解の印)                                                                      | 538-539                    | 30 серпня 2012 року    |
| 278 | Мета - ніндзя-медик «Nerawareta Iryōninja» (狙われた医療忍者)                                                 | 539-540                    | 6 вересня 2012 року    |
| 279 | Пастка Білого Дзецу «Shiro Zetsu no Torappu» (白ゼツの罠)                                                     | Немає (філлер)             | 13 вересня 2012 року   |
| 280 | Естетика митця «Geijutsuka no Bigaku» (芸術家の美学)                                                          | Немає (філлер)             | 20 вересня 2012 року   |
| 281 | Об'єднане військо матерів!! «Kāchan Rengōgun!!» (母ちゃん連合軍!!)                                            | Немає (філлер)             | 27 вересня 2012 року   |
| 282 | Таємна історія: Секрет народження довершеної команди! «Hiwa: Saikyō Taggu!» (秘話・最強タッグ!)               | 540-543                    | 4 жовтня 2012 року     |
| 283 | Два сонця!! «Futatsu no Taiyō!!» (二つの太陽!!)                                                               | 543-544                    | 11 жовтня 2012 року    |
| Цунаде стає на сторону Наруто й Бі та каже, що наступний Джінчурікі К'юбі, напевно, не зможе керувати його силою так само гарно, як і Наруто. Останньому подобаються її слова. Райкаґе думає над їхніми словами, а тим часом, в штаб приходить інформація про те, що Білий Дзецу послаблює Альянс Шинобі. Шикаку думає над стратегією. Ей відкидає Бі в сторону та вже замахнувся кулаком на Наруто, але той ухилився від удару так само, як і "Жовта блискавка", Мінато Намікадзе. Четвертий Райкаґе переконався, що такі два ідіоти, як Наруто та Бі, зможуть перемогти у війні та відпускає їх далі. В цей час, Шикаку придумав, як Наруто може розпізнавати замаскованих Білих Дзецу за допомогою Режиму чакри Дев'тихвостого. Мабуі сумнівається, що Райкаґе дозволить це. Над горизонтом встає сонце. Розпочинається другий день війни. Тобі створює нових Шість Шляхів Пейна, які повністю складаються з Джінчурікі: Юґіто, Яґура, Роші, Хан, Утаката та Фу. В кожного з них, ліве око - Рінеґан, а праве - Шарінган. | |                            |                        |
| 284 | Знищувач шлемів! Акебіно Джінін «Kabutowari! Akebino Jinin» (兜割! 通草野餌人)                                | Немає (філер)              | 18 жовтня 2012 року    |
| Какаші просить Сая підготувати свою запечатувальну техніку та вручає йому з кістю, як частину його техніки. Лі має охороняти Сая, але той просить побути наодинці. Лі підходить до Какаші та розпитує його про техніку Сая. Сенсей команди №7 розповідає, що все почалося після нападу Орочімару на Коноху та після смерті Третього Хокаґе. Сай згадує, як Данзо наказав йому вивчити цю техніку. Наступного дня, на них нападає, спочатку Ґарі, а потім Сім мечників Туману. Один з них, Акебіно Джінін, атакує їх своїм мечем «Кабутоварі», що означає «Знищувач шлемів», який, начебто, неможливо відбити. Какаші приходить на допомогу одному загонові, перемагає Джініна та йде звідти. Він просить Сая запечатати Акебіно Джініна. Поки Нара Енсуі стримує його за допомогою тіні, на допомогу Джініну прибуває Ґарі, однак його бере на себе Рок Лі. Сай, все ж таки, запечатує Акебіно Джініна, розуміє, що в нього є друзі та дякує Року Лі. | |                            |                        |
| 285 | Носійка стихії жару!! Пакура із Сунаґакуре «Shakuton Tsukai! Sunagakure no Pakura» (灼遁使い! 砂隠れのパクラ) | Немає (філер)              | 25 жовтня 2012 року    |
| Показують події з минулого. Четвертий Кадзекаґе оголошує нового героя Сунаґакуре - Пакуру. Макі, яка обожнює її, хоче повчитися в неї. Вони тренуються за бажанням Макі, яка хоче помститись за свою сім'ю. На засіданні, щоб налагодити стосунки з Кіріґакуре, було обрано Пакуру. Далі, під прощальної промовою, Іваґакуре закликає Селище Піску помститись за Пакуру, показано її могилу та Макі, що плаче. В Четвертій Світовій війні, Макі, в складі загону Монґа протистоїть Суіказану Фугукі. В бій вступає Ґарі, над яким Кабуто ще не взяв повний контроль, і той може вести діалог. Монґа долає Ґарі та просить Макі запечатати його, але помирає від Кеккей Ґенкай Пакури. Остання дуже розсерджена на жителів Сунаґакуре, так як вони повелись із нею, як із «розмінною монетою» та розповідає справжню історію своєї смерті. Виявляється, її вбили шинобі Кіріґакуре на секретній місії. Макі використовує відволікаючий маневр, тікаючи в ліс, але Пакура спалює його. Омоі та Заджі прибувають Макі на допомогу, закінчивши сутички з мечниками. Омоі вступає в бій з Пакурою, Макі та Рука прикривають його від стихії жару. Їй на допомогу приходить Ґарі, але Пакура дає шанс своїй учениці та її друзям втекти, та затримує Ґарі. Кабуто бере над ними повний контроль і вони втрачають свою волю.                                                       | |                            |                        |
| 286 | Речі, які неможливо повернути назад «Torimodosenai Mono» (取り戻せないもの)                                   | Немає (філер)              | 1 листопада 2012 року  |
| Кіллер Бі питає Наруто, чому в нього такий вплив на Цунаде. Той пояснює, що колись поклявся Цунаде, що стане Хокаґе. Тим часом, в штабі, Ей питає Цунаде, коли вона вперше зробила ставку на Наруто. Вона згадує парі, яке заклала перед боєм з Орочімару. Також згадує, що при їхній першій зустрічі вона була іншому. Цунаде та Шидзуне з Тон-Тон йдуть в місто, щоб зупинитись там на ночівлю. Вони помічають якихось ніндзя та вибух. Першим їх помічає Заджі (гравець), та повідомляє про це своїм друзям. Тим часом, Ей іде по знищеному лісі, повідомляючи Караі про те, що ворог відступив, не отруївши тіл. Вони також йдуть в місто, щоб зустріти свого товариша по команді - Амаі, який був медиком. Той нічого не може зробити з раною Караі, тому вони відправляються в бар Цунаде, яка вже втигла добряче напитися. Та спочатку відмахується, а потім каже, якщо Райкаґе вночі переможе її в армреслінґу, то вона вилікує Караі. Вночі до Ея ніхто так і не приходить, він лютує та згодом перемагає Цунаде в армрелінґу за допомогою своєї швидкості. На ранок, вона цікавиться, чому ворожі Шинобі напали на загін з Кумоґакуре. | |                            |                        |
| 287 | Хто заслуговує того, щоб тримати парі «Kakeru ni Ataisuru mono» (賭けるに値する者)                            | Немає (філер)              | 1 листопада 2012 року  |
| Райкаґе розкриває подробиці місії, після чого Цунаде змогла зрозуміти суть техніки ворога. Виявляється, що Райкаґе також був під впливом техніки. Шидзуне приймається за виліковування та пояснює причини, чому замість Цунаде лікування почала вона. | |                            |                        |
| 288 | Загроза. Комбо Джинпачі та Кушимару!! «Kyōi, Jinpachi - Kushimaru Konbi!!» (脅威、甚八・串丸コンビ!!)         | Немає (філер)              | 8 листопада 2012 року  |
| В тумані до Какаші доходить інформація, що Сай запечатав одного з Семи мечників Туману. Один із шинобі Конохи помічає Куріараре Кушимару та Мунаші Джинпачі. Вони хочуть відібрати в Какаші його меч, який раніше належав Забузі, але заважають один одному. Йому на допомогу з неба ефектно приземляється Гай, даючи йому можливість розбудити Ран. Із відходом дівчини, починається сутичка, в ході якої, Кушимару використовує свою найсильнішу техніку, яка пошкоджує ноги Джинпачі, а Гая рятує Какаші, створивши величезні кам'яні стіни. В перерві битви, сховавшись за стінами, Гай згадує, як у них з Какаші та Рін закінчились боєприпаси. Він вирішив стати «приманкою», відвести ворогів, таким чином, якнайдалі, але виявився оточеним. Його рятує Какаші та відводить з місця, тоді ворожі шинобі використовують свою техніку, яка ринулась просто із сувоя в хмари. Какаші несподівано активує чакру, яка щойно з'явилась, і він перекриває цю техніку за допомогою Чідорі. Піднесеним вчинком Какаші, Гай вирішує захистити своїх друзів за будь-яку ціну. Гай та Какаші заманюють двох із Семи мечників Туману в яму та застосовують ту ж методику, що і в випадку із Забузою, використовуючи підкріплення, яке привела Ран. В минулому це зробила Рін. Кушимару та Джинпачі запечатують.                                                                  | |                            |                        |
| 289 | Меч блискавки!! Рінґо Амеюрі «Raiken!! Ringo Ameyuri» (雷刀!! 林檎雨由利)                                     | Немає (філер)              | 15 листопада 2012 року |
| На невеликий Загін Юруі, що знаходиться під керівництвом Какаші, напала Рінґо Амеюрі, одна із Семи великих Мечників Туману. Загін Юруі терпить втрати, гине і його керівник - Юруі, новим керівником стає Нуруі. Рінґо Амеюрі стає сумно, а по слідам її технік, на поміч йдуть Какаші, Гай та інші шинобі. Омоі з Каруі та Нуруі тікають від неї, залишаючи за собою пастки, але Рінґо дуже швидко розуміє це, і злиться, бо її не сприймають всерйоз. Омоі вирішує сам вступити в бій з нею, та згадує про техніку, якої його навчив Кіллер Бі. За допомогою клонів, він обманює її та завдає удару зверху. Рінґо Амеюрі відбиває атаку за допомогою своїх мечів та стихії блискавки. Вона чує, як друзі Омоі стараються знайти його, та вирішує спочатку прикінчити їх. Омоі заманює її в хиткі піски, але й сам потрапляє туди. Амеюрі рада такій можливості, бо виражає до нього симпатію, але прибуває Какаші та витягує Омоі. Останній дарує Рінґо Амеюрі свій чупа-чупс, а та, у відповідь, свої мечі. | |                            |                        |
| 290 | «Сила» - Епізод 1 «„Chikara“ Episode 1» (「力-Chikara-」episode1)                                             | Немає (філер)              | 22 листопада 2012 року |
| Серія показує події, які відбулись після зборів П'яти Каґе. Наруто, Сакура, Сай та Ямато відправилися на місію в селище, неподалік від Країни Вогню. В результаті, виявляється, що за всіма подіями, які відбулись у селищі, стоїть Кабуто. | |                            |                        |
| 291 | «Сила» - Епізод 2 «„Chikara“ Episode 2» (「力-Chikara-」episode2)                                             | Немає (філер)              | 29 листопада 2012 року |
| Кабуто тікає, а Наруто, Сакура, Сай і Ямато, планують організувати гонитву за ним, але перед цим йдуть в сусіднє селище та дізнаються про скарб, за яким полює Кабуто. | |                            |                        |
| 292 | «Сила» - Епізод 3 «„Chikara“ Episode 3» (「力-Chikara-」episode3)                                             | Немає (філер)              | 6 грудня 2012 року     |
| Відступ Кабуто був диверсією, і сам він вичікував зручного моменту, щоб напасти на Наруто. Змії, якими його отруїв Кабуто, поглинали чакру Дев'ятихвостого. Завдяки Міні, Наруто звільнився, але змії поглинули достатньо чакри і разом перетворилися в неповноцінну форму Дев'ятихвостого з 4 хвостами. | |                            |                        |
| 293 | «Сила» - Епізод 4 «„Chikara“ Episode 4» (「力-Chikara-」episode4)                                             | Немає (філер)              | 13 грудня 2012 року    |
| Дев'ятихвостий почав знищувати місто. Поки Ямато та інші шинобі рятують місцевих жителів, Кабуто чекає вдалий момент та викрадає Наруто. | |                            |                        |
| 294 | «Сила» - Епізод 5 «„Chikara“ Episode 5» (「力-Chikara-」episode5)                                             | Немає (філер)              | 20 грудня 2012 року    |
| Діти врятували свого вчителя, віддавши останні два «звуки», яких не вистачало для активації "Щебетання". Наруто звільнився, але «Щебетання» було активоване. Ямато, Какаші та інші Шинобі вступили в битву з Кабуто, а Наруто бився з Дев'ятихвостим. Дев'ятихвостий провалився в "Щебетання" і отримав велику силу. | |                            |                        |
| 295 | «Сила» - Останній епізод «„Chikara“ Episode Final» (「力-Chikara-」episode-ファイナル)                        | Немає (філер)              | 10 січня 2012 року     |
| Наруто намагається протистояти клонові Біджу, використовуючи Расенсюрикен, проте його спроба обертається невдачею. Наруто отримує силу від Дев'ятихвостого і намагається контролювати її. Спочатку чакра Лиса досить стабільна, але потім Наруто тимчасово втрачає контроль і відновлює знову. Земля навколо «Щебетання» руйнується, Наруто долає демона, який розсипається в порох - змії занадто швидко постаріли. Докку і Шисеру зупиняють дію «Щебетання» і зізнаються один одному в коханні. Кабуто скасовує свою техніку та тікає. | |                            |                        |